# Hamburg-Osdorf
Hamburg-Osdorf is een stadsdeel (Stadtteil) van het district (Bezirk) Hamburg-Altona in de Duitse stad Hamburg.

## Indeling
Het stadsdeel Osdorf bestaat uit drie onderscheiden delen, namelijk:
- Alt-Osdorf aan de hoofdverbindingsweg van Hamburg naar het westen, met veel commerciële vestigingen, waaronder het recent uitgebreide Elbe-Einkaufzentrum, een grootschalig shopping-center.
- Osdorfer Born in het noorden, met vooral sociale hoogbouw
- Hochkamp in het zuiden, dat tot de Elbvororte wordt gerekend, en zich sinds begin twintigste eeuw tot een rijkere villawijk heeft ontwikkeld. Hochkamp heeft een S-Bahn-halte, weliswaar op grondgebied Nienstedten en in het zuidwesten is er bovendien het S-Bahn-station Klein-Flottbek aan de nieuwe botanische tuin van de universiteit (Universität Hamburg).